# Fabronia ciliaris
Fabronia ciliaris är en bladmossart som beskrevs av Bridel 1827. Fabronia ciliaris ingår i släktet Fabronia och familjen Fabroniaceae. Inga underarter finns listade i Catalogue of Life.